# Псалом 26
Псалом 26 (у масоретській нумерації — 27) — 26-й псалом Книги псалмів. Авторство псалому традиційно приписується Давидові. 
Псалом є закликом до довір'я, а також і підтвердженням віри у велич Бога і віри у захист, який він забезпечує. Можливо він є продовженням попереднього псалому.
Під час єврейського місяця Елюль і до Сімхат Тора багато євреїв мають традицію читати цей псалом у кінці ранішніх і вечірніх Богослужінь. 

## Текст
| Вірш | Гебрейська мова                                                                          | Давньогрецька мова (Септуаґінта) | Латинська мова (Вульгата) | Українська мова (Переклад Хоменка) |
| ---- | ---------------------------------------------------------------------------------------- | --- | --- | --- |
| 1    | לְדָוִד: יְהוָה, אוֹרִי וְיִשְׁעִי--מִמִּי אִירָא;יְהוָה מָעוֹז-חַיַּי, מִמִּי אֶפְחָד                                 | Τοῦ Δαυιδ· πρὸ τοῦ χρισθῆναι. Κύριος φωτισμός μου καὶ σωτήρ μου· τίνα φοβηθήσομαι; κύριος ὑπερασπιστὴς τῆς ζωῆς μου· ἀπὸ τίνος δειλιάσω;                                              | [David] Priusquam liniretur Dominus inluminatio mea et salus mea quem timebo Dominus protector vitae meae a quo trepidabo                                              | Давида. Господь — моє світло й моє спасіння: кого маю боятись? Господь — мого життя твердиня: кого маю страхатись?                                   |
| 2    | בִּקְרֹב עָלַי, מְרֵעִים-- לֶאֱכֹל אֶת-בְּשָׂרִי:צָרַי וְאֹיְבַי לִי; הֵמָּה כָשְׁלוּ וְנָפָלוּ                              | ἐν τῷ ἐγγίζειν ἐπ᾽ ἐμὲ κακοῦντας τοῦ φαγεῖν τὰς σάρκας μου οἱ θλίβοντές με καὶ οἱ ἐχθροί μου αὐτοὶ ἠσθένησαν καὶ ἔπεσαν·                                                              | Dum adpropiant super me nocentes ut edant carnes meas qui tribulant me et inimici mei ipsi infirmati sunt et ceciderunt                                                | Як насідають злочинці на мене, щоб жерти моє тіло, — напасники мої й мої вороги, то вони спіткнуться й упадуть.                                      |
| 3    | אִם-תַּחֲנֶה עָלַי, מַחֲנֶה-- לֹא-יִירָא לִבִּי:אִם-תָּקוּם עָלַי, מִלְחָמָה-- בְּזֹאת, אֲנִי בוֹטֵחַ                      | ἐὰν παρατάξηται ἐπ᾽ ἐμὲ παρεμβολή, οὐ φοβηθήσεται ἡ καρδία μου· ἐὰν ἐπαναστῇ ἐπ᾽ ἐμὲ πόλεμος, ἐν ταύτῃ ἐγὼ ἐλπίζω.                                                                    | Si consistant adversus me castra non timebit cor meum si exsurgat adversus me proelium in hoc ego sperabo                                                              | Нехай і облогою стануть проти мене, не настрашиться моє серце; нехай і війна настане проти мене, навіть тоді буду я уповати.                         |
| 4    | אַחַת, שָׁאַלְתִּי מֵאֵת-יְהוָה-- אוֹתָהּ אֲבַקֵּשׁ:שִׁבְתִּי בְּבֵית-יְהוָה, כָּל-יְמֵי חַיַּי;לַחֲזוֹת בְּנֹעַם-יְהוָה, וּלְבַקֵּר בְּהֵיכָלוֹ | μίαν ᾐτησάμην παρὰ κυρίου, ταύτην ἐκζητήσω· τοῦ κατοικεῖν με ἐν οἴκῳ κυρίου πάσας τὰς ἡμέρας τῆς ζωῆς μου, τοῦ θεωρεῖν με τὴν τερπνότητα τοῦ κυρίου καὶ ἐπισκέπτεσθαι τὸν ναὸν αὐτοῦ. | Unam petii a Domino hanc requiram ut inhabitem in domo Domini omnes dies vitae meae ut videam voluntatem Domini et visitem templum eius                                | Одного в Господа прошу, одного я благаю: жити в домі Господнім по всі дні життя мого, щоб бачити красу Господню і віддаватись роздумам у його храмі. |
| 5    | כִּי יִצְפְּנֵנִי, בְּסֻכֹּה-- בְּיוֹם רָעָה:יַסְתִּרֵנִי, בְּסֵתֶר אָהֳלוֹ; בְּצוּר, יְרוֹמְמֵנִי                              | ὅτι ἔκρυψέν με ἐν σκηνῇ ἐν ἡμέρᾳ κακῶν μου· ἐσκέπασέν με ἐν ἀποκρύφῳ τῆς σκηνῆς αὐτοῦ, ἐν πέτρᾳ ὕψωσέν με·                                                                            | Quoniam abscondit me in tabernaculo in die malorum protexit me in abscondito tabernaculi sui                                                                           | Бо він мене сховає у своїм наметі в день недолі; він захистить мене під кровом шатра свого, на скелю він мене підніме.                               |
| 6    | וְעַתָּה יָרוּם רֹאשִׁי, עַל אֹיְבַי סְבִיבוֹתַי, וְאֶזְבְּחָה בְאָהֳלוֹ, זִבְחֵי תְרוּעָה;אָשִׁירָה וַאֲזַמְּרָה, לַיהוָה            | καὶ νῦν ἰδοὺ ὕψωσεν τὴν κεφαλήν μου ἐπ᾽ ἐχθρούς μου· ἐκύκλωσα καὶ ἔθυσα ἐν τῇ σκηνῇ αὐτοῦ θυσίαν ἀλαλαγμοῦ, ᾄσομαι καὶ ψαλῶ τῷ κυρίῳ.                                                 | In petra exaltavit me et nunc exaltavit caput meum super inimicos meos circuivi et immolavi in tabernaculo eius hostiam vociferationis cantabo et psalmum dicam Domino | І ось тепер я голову мою підношу на ворогів, які навколо мене; принесу жертву радости в його наметі, співатиму й у псалмах Господа буду хвалити.     |
| 7    | שְׁמַע-יְהוָה קוֹלִי אֶקְרָא; וְחָנֵּנִי וַעֲנֵנִי                                                          | εἰσάκουσον, κύριε, τῆς φωνῆς μου, ἧς ἐκέκραξα· ἐλέησόν με καὶ εἰσάκουσόν μου. | Exaudi Domine vocem meam qua clamavi miserere mei et exaudi me | Почуй, о Господи, мій голос, коли взиваю, змилуйся надо мною й обізвись до мене.                                                                     |
| 8    | לְךָ, אָמַר לִבִּי--בַּקְּשׁוּ פָנָי; אֶת-פָּנֶיךָ יְהוָה אֲבַקֵּשׁ                                                 | σοὶ εἶπεν ἡ καρδία μου ᾿Εζήτησεν τὸ πρόσωπόν μου· τὸ πρόσωπόν σου, κύριε, ζητήσω. | Tibi dixit cor meum exquisivit facies mea faciem tuam Domine requiram                                                                                                  | В твоєму імені серце моє каже: «Обличчя моє шукайте!» Твоє обличчя, Господи, я шукаю.                                                                |
| 9    | אַל-תַּסְתֵּר פָּנֶיךָ, מִמֶּנִּי-- אַל תַּט-בְּאַף, עַבְדֶּךָ:עֶזְרָתִי הָיִיתָ; אַל-תִּטְּשֵׁנִי וְאַל-תַּעַזְבֵנִי, אֱלֹהֵי יִשְׁעִי          | μὴ ἀποστρέψῃς τὸ πρόσωπόν σου ἀπ᾽ ἐμοῦ, μὴ ἐκκλίνῃς ἐν ὀργῇ ἀπὸ τοῦ δούλου σου· βοηθός μου γενοῦ, μὴ ἀποσκορακίσῃς με καὶ μὴ ἐγκαταλίπῃς με, ὁ θεὸς ὁ σωτήρ μου.                      | Ne avertas faciem tuam a me ne declines in ira a servo tuo adiutor meus esto ne derelinquas me neque dispicias me Deus salvator meus                                   | Не ховай обличчя твого від мене, не відпихай слуги твого в гніві. Ти моя поміч, не відкидай мене і не залишай мене, Спасителю, мій Боже!             |
| 10   | כִּי-אָבִי וְאִמִּי עֲזָבוּנִי; וַיהוָה יַאַסְפֵנִי                                                         | ὅτι ὁ πατήρ μου καὶ ἡ μήτηρ μου ἐγκατέλιπόν με, ὁ δὲ κύριος προσελάβετό με. | Quoniam pater meus et mater mea dereliquerunt me Dominus autem adsumpsit me                                                                                            | Бо навіть як покине мене рідний батько-мати, Господь мене до себе прийме.                                                                            |
| 11   | הוֹרֵנִי יְהוָה, דַּרְכֶּךָ: וּנְחֵנִי, בְּאֹרַח מִישׁוֹר--לְמַעַן, שׁוֹרְרָי                                         | νομοθέτησόν με, κύριε, τῇ ὁδῷ σου καὶ ὁδήγησόν με ἐν τρίβῳ εὐθείᾳ ἕνεκα τῶν ἐχθρῶν μου.                                                                                               | Legem pone mihi Domine in via tua et dirige me in semita recta propter inimicos meos                                                                                   | Навчи мене, о Господи, путі твоєї, провадь мене простою стежкою, з огляду на тих, що на мене засідають.                                              |
| 12   | אַל-תִּתְּנֵנִי, בְּנֶפֶשׁ צָרָי: כִּי קָמוּ-בִי עֵדֵי-שֶׁקֶר, וִיפֵחַ חָמָס                                          | μὴ παραδῷς με εἰς ψυχὰς θλιβόντων με, ὅτι ἐπανέστησάν μοι μάρτυρες ἄδικοι, καὶ ἐψεύσατο ἡ ἀδικία ἑαυτῇ.                                                                               | Ne tradideris me in animas tribulantium me quoniam insurrexerunt in me testes iniqui et mentita est iniquitas sibi                                                     | Не видай мене на поталу моїм ворогам, бо проти мене встали свідки брехливі, які насильством так і палають.                                           |
| 13   | לוּלֵא--הֶאֱמַנְתִּי, לִרְאוֹת בְּטוּב-יְהוָה: בְּאֶרֶץ חַיִּים                                                 | πιστεύω τοῦ ἰδεῖν τὰ ἀγαθὰ κυρίου ἐν γῇ ζώντων. | Credo videre bona Domini in terra viventium | Леле, якби я не вірив, що побачу доброту Господню на землі живучих!                                                                                  |
| 14   | קַוֵּה, אֶל-יְהוָה: חֲזַק, וְיַאֲמֵץ לִבֶּךָ; וְקַוֵּה, אֶל-יְהוָה                                              | ὑπόμεινον τὸν κύριον· ἀνδρίζου, καὶ κραταιούσθω ἡ καρδία σου, καὶ ὑπόμεινον τὸν κύριον.                                                                                               | Expecta Dominum viriliter age et confortetur cor tuum et sustine Dominum                                                                                               | Надійсь на Господа, будь мужній; нехай буде відважне твоє серце, і надійсь на Господа!                                                               |

## Літургійне використання

### Юдаїзм
- Псалом 26 читається двічі щодня від свята Рош Ходеш Елюль до Сімхат Тора — періоду каяття, основу якого взято з Мідраша.
- Вірш 7 присутній у повторенні Шахаріт Аміда під час Рош га-Шана.
- Вірш 13 присутній у молитві Мусаф Аміда під час Рош га-Шана.
- Вірш 14 є вступним віршем, який читається перед гімном «Ein Keloheinu».

### Католицька церква
У літургії римського обряду псалом розділений на дві частини і читається на вечірніх по середах першого тижня чотиритижневого циклу, а також часто використовується як псалом-респонсорій на месі. 